# 共産主義のシンボル
共産主義のシンボル（きょうさんしゅぎのシンボル）は、共産主義運動において革命やプロレタリアートなど様々なテーマの象徴を表してきたもので、特に赤旗、鎌と槌、赤い星などはソビエト連邦の国旗から端を発し、多くの共産主義政党のシンボルとして、また東側諸国の国旗などで使われてきた。
インドネシア、ラトビア、リトアニアそしてウクライナでは、ハーケンクロイツと同じく共産主義のシンボルは禁止されており、公の場での非教育目的の掲示は犯罪とみなされている。

## 鎌と槌

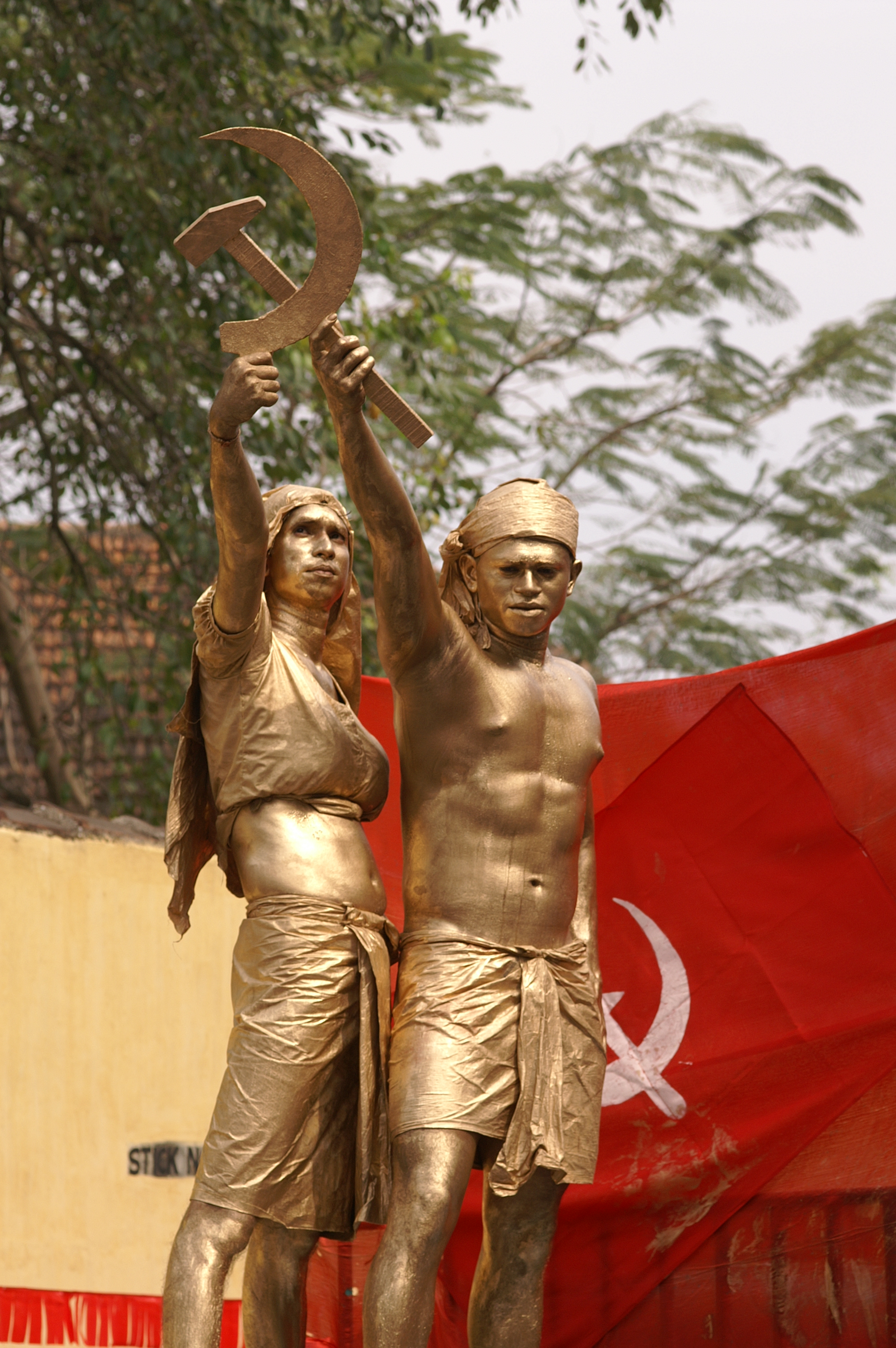
インド、ケララ州の活人画。農民を象徴する鎌と、工業労働者を象徴する槌を持った二人の労働者により鎌と槌を形にしている。

鎌と槌は世界中のほとんどの共産主義政党において、シンボルとして用いられている。一部の政党では、鎌と槌をモチーフに修正されたものが使われており、朝鮮労働党の党旗には鎌と槌に加えて、知識人を象徴する筆を併せた意匠としている。
槌（ハンマー）は、工業労働者を中心とするプロレタリアートを、鎌は農民を象徴しており、両者の統合の象徴になっている。
鎌と槌は1917年のロシア革命から使われ始め、ソビエト連邦の建国によりソビエト連邦の国旗に採用された1924年から共産主義のシンボルとして広く認知された。そしてロシア革命後、多くの共産主義政党や共産主義政府において象徴として利用されている。

## 赤い星
赤い星は、（南極大陸を除く）5つの大陸における共産主義の勝利の象徴だが、もともとは共産主義とは無関係な軍事的シンボルであり、ツァーリ時代のロシアで初めて登場した。
当時は、古代ローマの軍神マルスを連想し「火星の星」と呼ばれていた。1827年1月1日、将校と将軍の襟章に五芒星を付ける法律が調印された。1854年にはストラップにも星が使われるようになった。その後、双頭の鷲が描かれた五芒星は、軍用列車や客車の目印に使われるようになった。
ソビエト・ロシアでは、マルスは農業労働者の保護者でもあったため五芒星は赤軍による平時の労働力の保護を象徴していた。1918年、赤軍兵士のバッジの図面が承認され、赤い星の中央に金色の鎌と槌を含んだ意匠になった。星は保護を象徴し、鋤とハンマーは労働者と農民の統合を意味する。1920年代になると、赤い星は国家の公式なシンボルとして使用されるようになり、最終的に1924年にはソ連国旗の一部となり、ソ連国章の一部にもなった。
その後、五芒星は共産主義のシンボルであると同時に、より広く社会主義全般のシンボルとして使われ始めた。第二次世界大戦まで、ヨーロッパの反ファシズムや社会主義者の地下組織によって広く使用された。戦争中、赤い星は、ナチス・ドイツの侵攻軍に対抗したソ連の赤軍部隊が東ヨーロッパからナチス・ドイツを一掃し、絶対的な勝利を収め、ベルリンの戦いで戦争を終結させた象徴として、勝利の旗のように盛んに使用された。
ほとんどの東側諸国は、その社会主義的性格を示すために赤い星を国旗などのシンボルに取り入れた。
なお、日本の開拓使やオランダの酒造会社ハイネケンの赤い五芒星は共産主義とは全く関係がなく、ハイネケンは東西冷戦中には星の色を（共産主義への連想を避けるため）あえて「赤枠に白」に変更していた。

## 赤旗
赤旗は、ソビエト連邦の国旗のように、他の共産主義者のシンボルや党名と組み合わされて使われている。この旗は、メーデーなどの社会主義・共産主義集会でも広く使われる。赤旗は社会主義自体のシンボルであるため、共産主義以外の社会主義の派生ともよく結びついている。
赤旗は歴史上多様なものの象徴として使われ、赤旗は勇気、犠牲、血、戦争一般を連想させるが、最初は反抗の旗として使われた。1871年のパリ・コミューンで、赤旗は共産主義と結びついた。十月革命後、ソビエト連邦政府は赤旗に黄色の五芒星、鎌と槌を組み合わせた国旗を採用し、多くの社会主義・共産主義政府と運動で赤旗が使用された。

## 赤黒旗
赤黒旗はしばしば共産主義運動の象徴として、無政府共産主義による使用から見なされてきた。赤黒旗はスペイン内戦中のアナルコサンディカリズムから使われ始めた。黒はアナキズム、赤は左翼と社会主義を表している。時を経て旗はサンディニスタや7月26日運動のような、国家主義的な左翼運動に波及した。これらでは、赤と黒は斜めではなく水平な境界になっており、運動のアナキズム的なルーツからこの旗が採用された。
ただし、ソビエト連邦においては、当初黒地に赤色の鎌と槌を配した国旗が提案されていたものの、喪色を連想するとして却下されていた。

## インターナショナル（歌）
『インターナショナル』は共産主義運動を象徴する歌で、世界中のほとんどの言語に翻訳されている。フランス語の原詞でのコーラスは、C'est la lutte finale / Groupons-nous et demain / L'Internationale / Sera le genre humain（日本語：最終闘争／団結せよ／連帯こそは／普遍なれ）。
この曲は19世紀に作曲され、第二インターナショナルの公式歌として採用されて以来、世界中の共産主義者によって使用されてきた。その後、1918年にソビエト・ロシアの国歌となり、1922年から1944年にかけてはソビエト連邦の国歌としても使われていた。また、1989年のドイツ再統一前のドイツ民主共和国や同年の六四天安門事件における中華人民共和国など、共産主義政権への反抗歌としても歌われた。

## 国章

ソ連は、自分たちの国章をロシア皇帝や貴族階級が使っていたものと区別するために、伝統的な紋章の装飾を置き換えたり省略したりした。

多くの共産主義政権は、自分たちが革命によって置き換わった君主主義から距離を置くために、紋章は君主の象徴とみなしていた。その代わりに、多くの共産主義政権の国章はソビエト・ロシア及びソビエト連邦のヨーロッパの伝統的な紋章の形式から意図的に乖離させた様式を踏襲した。

## その他のシンボル

歯車と稲穂をあしらった日本共産党のシンボルマーク

必ずしも共産主義的なものではないが、共産主義政権・運動の国旗、印章、プロパガンダには、以下のような要素がしばしば取り入れられている。
- プロテストソングのような革命歌。『インターナショナル』もその一つである。
- ソビエト連邦下で発展した芸術様式である社会主義リアリズム。
- 職業や階級、産業を代表する道具やモノ。
  - つるはし、鍬、鎌、槌（朝鮮労働党の場合は知識人を象徴する筆）など、労働者階級を象徴する道具。「鎌と槌」もこの内の一つ。
  - 小麦、綿花、トウモロコシ、その他の作物の花輪は農業の象徴として、ソビエト連邦の国章や東ドイツの国旗など多く見られる。
  - 腕と槌の意匠がアメリカ社会主義労働党で見られる。
  - 工場や工業労働者。北朝鮮、ボスニア・ヘルツェゴビナ、民主カンプチア、アゼルバイジャン・ソビエト社会主義共和国の国章、アメリカ共産党の党章に見られる。工業の象徴としての歯車がアンゴラの国旗や国章、中国の国章で見られる。日本共産党のシンボルマークは歯車と稲穂（農業）を組み合わせている。
  - 開かれた本・ペンは知識人、あるいは教育の象徴として、モザンビークの国章やアンゴラの国章、ロシア連邦共産党やウクライナ共産党、朝鮮労働党の党章などで見られる。
  - AK-47などの銃は、革命や独立運動の象徴としてモザンビークの国旗や、アルバニアの通貨レク（意匠にモシンナガンが採用されている）に見られる。
- 赤い星、あるいは黄色い星は、鎌と槌ととともに広く共産主義のシンボルとして受け入れられている。
- 日の出の太陽の意匠は、共産主義政権の国章でしばしば取り入れられている。ソビエト連邦、トルクメニスタン、クロアチア、ローマニアと全ギリシャ社会主義運動など。
- 赤地に黄色（金色）の意匠を重ねる構図は、ソビエト連邦の国旗・国章から派生してベトナムの国章などに広く見られる。
- 自然の景観・景色。北朝鮮、アルメニア、マケドニア、ルーマニアやカレロ・フィンランドの国章。
- 松明はユーゴスラビアの国章で見られる。
- 剣と盾の意匠が、KGBのエンブレムやキーウの祖国記念碑などで見られる。
- 十字架はキリスト教共産主義やキリスト教社会主義の象徴として用いられる。
- ウラジーミル・レーニン、ヨシフ・スターリン、毛沢東やヨシップ・ブロズ・チトーなど共産主義における重要人物。
  - チェ・ゲバラの肖像画は、英雄的ゲリラ（"Guerrillero Heroico"）として知られ、キューバ革命:19やゲバラ主義、革命の象徴として用いられる。[12]:73
- さくらんぼの実る頃から連想されたサクランボ。ボヘミア・モラヴィア共産党の党章に見られる。

共産主義国家が国旗やエンブレム、その他のグラフィックにあからさまな共産主義的イメージを使用していない顕著な例は、キューバと旧ポーランド人民共和国である。